# صورت‌غذا (فیلم)
صورت‌غذا (انگلیسی: Menu) یک فیلم است که در سال ۱۹۳۳ منتشر شد. از بازیگران آن می‌توان به یونا مرکل اشاره کرد.